# Park Drive 2000
Park Drive 2000 — пригласительный снукерный турнир, проходивший в начале 1970-х годов в Англии.
В турнире участвовали четверо профессиональных снукеристов, которые играли между собой по три раза в групповой стадии. Двое игроков, имеющих лучшие показатели по итогам группового турнира, выходили в финал. Соревнования проводилось дважды в год (весной и осенью) с 1971 по 1972-й и всё время при спонсорской поддержке табачной компании Park Drive. После 1972 года турнир перестал проводиться, поскольку спонсор перешёл к сотрудничеству с профессиональным чемпионатом мира.
В октябре 1972, в матче группового этапа Рэй Риардон сделал рекордный по тем временам брейк в профессиональных соревнованиях — 146 очков.

## Победители
| Год          | Победитель   | Финалист      | Счёт |
| ------------ | ------------ | ------------- | ---- |
| 1971 (весна) | Джон Спенсер | Рекс Уильямс  | 4:1  |
| 1971 (осень) | Рэй Риардон  | Джон Спенсер  | 5:3  |
| 1972 (весна) | Джон Спенсер | Алекс Хиггинс | 4:3  |
| 1972 (осень) | Джон Спенсер | Алекс Хиггинс | 5:3  |